# Nadezhda Ovechkina
Pour les articles homonymes, voir Ovetchkine.
Nadezhda Ovechkina (russe : Надежда Овечкина), née le 30 septembre 1958 à Moscou (RSFS de Russie), est une ancienne joueuse soviétique de hockey sur gazon. Elle est médaillée de bronze aux Jeux de 1980.

## Carrière
Nadezhda Ovechkina fait partie de l'équipe soviétique de hockey sur gazon qui remporte la médaille de bronze aux Jeux olympiques d'été de 1980.

## Palmarès

### Jeux olympiques
- médaille de bronze du tournoi féminin en 1980 à Moscou,  Union soviétique